# Niels Jensen (1814-1886)
 For alternative betydninger, se Niels Jensen. (Se også artikler, som begynder med Niels Jensen)
Niels Jensen  (født 23. januar 1814 i Galten, død 23. juli 1886 på Frederiksbjerg i Århus) var en dansk sognefoged, gårdejer og politiker. Han var medlem af Folketinget fra 1872 til 1879.

## Opvækst og erhverv
Niels Jensen blev født i Galten mellem Århus og Silkeborg i 1814. Hans forældre var boelsmand Jens Nielsen og Giertru Sørensdatter. Omkring 1842 begyndte han at handle med træ og lavede træsko i Århus. I 1847 flyttede han til Åby uden for Århus og senere til Brabrand Sogn og fortsatte som handelsmand. Fra 1856 til 1873 ejede han gården Holme Nygård i Holme lidt syd for Århus, hvorefter han igen flyttede til Århus og blev distriktskommissær i Winthers Brandkasse. Niels Jensen var desuden i en periode formand for en ulykkesforsikring for kvæg og heste.
Han var sognefoged i Holme fra 1859 til 1874.
Niels Jensen har med til stifte Landbosparekassen i Århus og var medlem af sparekassens bestyrelse indtil han i 1872 blev medlem af Folketinget.

## Politisk karriere
Niels Jensen tilsluttede sig Lars Bjørnbak kort tid efter at Bjørnbak var flyttet til Viby og var sammen med Bjørnbak med til at oprette Viby Højskole i 1857 og var medlem af højskolens første bestyrelse. I 1862 var han sammen med Bjørnbak med til stifte Den Jydske Folkeforening og var medlem af partiets første bestyrelse.
Han var medlem af sognerådet i Holme-Tranbjerg Kommune fra 1865 til 1870 og sognerådsformand fra 1865 til 1867.
Han stillede op i Hørningkredsen ved folketingsvalget i 1872 mod kredsen folketingsmedlem, lærer A.M. Povlsen og en mere kandidat. Jensen vandt kredsens folketingsmandat med 818 stemmer mod kun 351 stemmer til Povlsen. Ved valget i 1873 var Niels Jensens modstander Højremanden sognefoged Anders Sørensen fra Øster Alling. Niels Jensen blev genvalgt med 1186 stemmer mod 705 stemmer til Sørensen. Det blev ligeledes til genvalg ved valget i 1876, også denne gang mod en højremand, Jacob Kudsk fra Ørsted Mark. Han genopstillede ikke ved valget i 1879.
Niels var i Folketinget først medlem af den Bjørnbakske gruppe, som blev ledet af Geert Winther. I 1873 tilsluttede han sig Det forenede Venstre. Ved den gruppes splittelse fortsatte han i Moderate Venstre.